# Chen Ruolin
Chen Ruolin (杨威S, Chén RuòlínP, 陳若琳T; Nantong, 12 dicembre 1992) è un'ex tuffatrice cinese, vincitrice di quattro medaglie d'oro ai Giochi olimpici di Pechino 2008, nella piattaforma 10 m e nel sincro 10 m e nelle stesse discipline ai Giochi olimpici di Londra 2012. Ha vinto la medaglia d'oro alle Olimpiadi di Rio 2016 nella categoria della piattaforma 10 metri sincro. Sempre nel 2016 ha anncunaito il suo ritiro dalle competizioni, a soli 23 anni, a causa di un infortunio al collo che le dava già da tempo problemi.
È stata allenata da Ren Shaofen.

## Palmarès
- Giochi olimpici

Pechino 2008: oro nel sincro 10m e nella piattaforma 10m.
Londra 2012: oro nel sincro 10m e nella piattaforma 10m.
Rio de Janeiro 2016: oro nel sincro 10m.
- Mondiali di nuoto

Melbourne 2007: oro nel sincro 10m e argento nella piattaforma 10m.
Roma 2009: oro nel sincro 10m e argento nella piattaforma 10m.
Shanghai 2011: oro nel sincro 10m e nella piattaforma 10m.
Barcellona 2013: oro nel sincro 10m e argento nella piattaforma 10m.
Kazan 2015: oro nel sincro 10m e bronzo nel team event.
- Giochi asiatici

Doha 2006: oro nel sincro 10m e argento nella piattaforma 10m.
Canton 2010: oro nel sincro 10m.
Incheon 2014: oro nel sincro 10m.

### Coppa del Mondo
- Vincitrice della Coppa del Mondo della piattaforma 10 m nel 2008 e nel 2012
- Vincitrice della Coppa del Mondo del sincro 10 m nel 2006, nel Coppa del mondo di tuffi 2008, nel 2010, nel 2012, nel 2014 e nel 2016

## Riconoscimenti
- Atleta dell'anno FINA: 2010